# Fiona Brown
Fiona Brown, född den 31 mars 1995 i Stirling, är en skotsk fotbollsspelare (anfallare) som spelar för damallsvenska FC Rosengård och det skotska landslaget. 
Hon började sin karriär i skotska Stenhousemuir FC innan hon flyttade till Celtic FC när hon var 14.  Hon flyttade till Eskilstuna United 2017. och senare till FC Rosengård.
Brown var uttagen i den landslagstrupp som representerade Skottland i VM i Frankrike år 2019, landets allra första världsmästerskap. Inför turneringen hade hon gjort 2 mål på 37 landskamper.